# Samanjac
Samanjac (serb. Самањац) – góra w środkowej Serbii, niedaleko miasteczka Boljevac. Jego najwyższy szczyt ma wysokość 853 m n.p.m..